# 74625 Тайпроджект
74625 Тайпроджект (74625 Tieproject) — астероїд головного поясу, відкритий 10 вересня 1999 року.
Тіссеранів параметр щодо Юпітера — 3,529.